# Shewanella algae
Shewanella algae es una bacteria marina gram-negativa en forma de mojón . 

## Descripción
Las células de S. algae tienen forma de varilla y son rectas.  Pueden crecer en agar Salmonella-Shigella y formar colonias de color amarillo anaranjado o marrón.  Producen la toxina tetrodotoxina y pueden infectar a los humanos.

## Metabolismo
S. algae es un anaerobio facultativo con la capacidad de reducir el hierro, el uranio y el plutonio metabólicamente.  Cuando no hay oxígeno disponible, puede utilizar cationes metálicos como el aceptor de electrones terminal en la cadena de transporte de electrones. 
S. algae es de gran interés para el Departamento de Energía de los Estados Unidos debido a su capacidad para reducir la cantidad de desechos radiactivos en el agua subterránea al hacerla menos soluble .  Un ejemplo sería: 
{\displaystyle {\begin{array}{lcr}C_{6}H_{12}O_{6}+12U^{6+}+6H_{2}O+24e^{-}\longrightarrow &6CO_{2}+12U^{4+}+24H^{+}\\\qquad Agua\ Soluble&Agua\ Insoluble\end{array}}}